# Kingdom Under Fire: Heroes
Kingdom Under Fire: Heroes is een real-time tactics-computerspel, ontwikkeld door Blueside en Phantagram. Heroes is uitgegeven op 20 september 2005 voor op de Xbox.
Kingdom Under Fire: Heroes is prequel voor Kingdom Under Fire: The Crusaders. Heroes heeft ten opzichte van The Crusaders een meer uitgebreide verhaallijn, meer leiders en vier nieuwe soorten eenheden. De earth golem, ice maiden, thunder rhino en fire wraiths staan elk voor een ander element. Deze eenheden lijken ondersteuningseenheden, maar zijn in feite gewone eenheden.
De speler kan een groot leger aanvoeren van vijf gewone eenheden en een ondersteuningseenheid. Wanneer de leidinggevende eenheid in gevecht raakt kan de speler de held eigenhandig besturen. In elke eenheid zitten 20 tot 30 soldaten.
In Heroes heeft de speler een keuze uit zeven nieuwe helden. Deze helden zijn: Ellen (half-elf), Leinhart (half-vampier), Urukubarr (Ogre), Rupert (mens), Cirith (donkere elf), Morene (half-vampier) en Walter (mens).
Elke held heeft zijn eigen campagne en moeilijkheidsgraad.

## Eenheden
Elk volk heeft zijn eigen eenheden. De elven hebben geen ondersteuning, omdat de elven samenwerken met de orks. Elk volk kan ook de vier elementen-eenheden maken.
Mensen:
"gewone" eenheden:
| Infanterie       | Cavalerie       | Pyro Technician |
| zware infanterie | Zware Cavelerie | Sapper          |
| Ridders          | Archers         | Ballista        |
| Paladin          | Longbowmen      | Catapult        |
| Speermannen      | Mortar          |                 |

Ondersteuningseenheid:
| Stormrider | Bomber Wing | Batteloon |

Orks:
"gewone" eenheden:
| Ork infanterie       | Ork Sapper | Ork bijlrijder |
| Ork bijlmannen       | Ork Goul   | Schorpioen     |
| Ork zware infanterie | Ork rijder |                |

Ondersteuningseenheid:
| Moeras mammoet | Dirigible | Bone Dragon |

Donkere elfen:
"gewone" eenheden:
| Donkere elf vechter | Donkere elf cavalerie    | Donkere elf bereden boogschutter |
| Donkere elf ridder  | Donkere elf boogschutter |                                  |